# Болница Сан Перин
Болница Сан Перин(фр. Hôpital Sainte-Périne - Rossini - Chardon-Lagache)  једна је од многобројних јавних здравствених установа Париза, специјализована за геријатрију, у систему Assistance publique - Hôpitaux de Paris. Основана је 10 новембра 1807. године. Партнер је високошколске установе Université de Versailles-Saint-Quentin-en-Yvelines.

## Назив
Болница је добила назив Сан Перин по светици која је живела у раним данима хришћанства. „Перина” је заправо искривљено њено право име које је било Петронила.  Аурелиа Петронила (Aurelia Petronilla), мученица , штићеница и следбеница Светог Петра, а по неким изворима и његова кћи која је живела у 1. веку.
По једном  предању она је била у роди са светом Домицилом,  и јако   вољена кћи Светог Петра  коју је према том предању Свети Петар излечио од одузетости.
По другом предању она је  наводно била дама из високог римског друштва које је припадало породици флавијских царева.
Према причама и легендама, била је врло згодна жена коју је, римски патрициј Флацо желео да ожени. Она га је замолила да три дана размисли о одлуци и он јој је удовољио. Три дана се молила Богу и Исусу за помоћ, и на крају одбила предлог за просидбу, што је разљутило Флака. Прво је дао да је  наредио да је муче и коначно погубе. Њени остаци су прво били смештени у римским катакомбама, да би у 9. веку њени земни остаци  били пренети у базилику Светог Петра.

## Положај
Болница Сан Перин се налази на адреси 11, rue Chardon-Lagache, недалеко од станице Chardon-Lagache, у 16. арондисману Париза.

## Историја
Основана је након Француске револуције 1. новембра 1807. године на адреси Rue de Chaillot у некадашњем самостану Kloster Sainte-Périne (познатом и као Notre-Dame de la Paix) као установа у приватном власништву, након што је овај самостан прешао у национално власништво. 
Захваљујући заштитиничкој улози царице Kaiserin Joséphine национализовани објекти бившег самостана Kloster Sainte-Périne претворени су у установе за старије особе или немоћне оба пола, које су трошкове боравка плаћали пензијом или сопственим капиталом. Касније је установа трансформисана у институцију која је пружала уточиште сиромашним старијим људима, мушкарцима и женама, посебно бившим државним службеницима и удовицама запослених. 
Године 1807. болница је припојена париским општинским институцијама. Објекат је имао 172 кревета 1810. и 182 кревета 1849. године.
- Болница Сан Перине на плановима из 1730. и 1860.
- Самостан Августин  на мапи из 1730.
- Сан Перине на плану из 1827
- Сан Перине на плану из  1860

- Болница Сан Перине на сликама  из 18. и 19. века

Током 1860. године, због радова на изградњи пута ка авенији Joséphine. болница је пресељена на нову (привремену) локацију у бившу вилу у близини Версајске авеније. Тек 1865. године пресељена је на планирану локацију на адреси Rue Chardon-Lagache, на којој је болница имала већи комфор и број кревета, који је стално растао. Број кревета је био 287 у 1890. години, 298 у 1948. години и коначно 325 у 1960. години.
Као институција специјализована за геронтологију болница је интегрисана у групу универзитетских болница у саставу Универзитета Paris Ile-de-France Ouest.

## Организација
Болнички комплекс Сан Перине састоји се од три целине: 
- Hôpital Sainte-Périne — на адреси 11 rue Chardon-Lagache,
- Fondation Rossini — на адреси 35 rue Mirabeau,
- Hôpital Chardon-Lagache — на раскрсници улица Chardon-Lagache et Wilhem, и трга Église-d'Auteuil.

Јединице „Дебиси“ и „Шопен“ налазе се на адреси 11, rue Chardon-Lagache. 
Мртвачница болнице се налази на адреси 45, de la rue Mirabeau.
- Организационе јединице болнице Сан Перин
- Улаз у павиљон болнице Сан Перин
- Павиљон фондације Росини, улица Мирабo.
- Болница Шардон Легеш (Chardon-Lagache), на тргу Église-d'Auteuil.

## Презентација установе
Болница је заправо специјализована установа за негу пацијената са патологијама везаним за старост, од акутне геријатрије и дневне хоспитализације до дуготрајне неге.
У оквиру геронтолошког центара налази се:
Амбулантно одељење, за консултације које укључују 
- консултације о памћењу (означене АРС-ом) чији је циљ дијагностиковање и преузимање одговорности за патолошке поремећаје памћења (консултације које спроводе геријатри и неуролог чија је активност у основи посвећена овом аспекту),
- специјалне консултације као што су дерматологија, ендокринологија, моторичка рехабилитација, ОРЛ и офталмологија, као и консултације о акупунктури.

Две дневне болнице, за:
- дијагнозу,
- лечење когнитивно-бихевиоралних поремећаја.

Болница је отворена не само за град Париз, већ и за целу Француску, јер нуди мултидисциплинарне амбулантне консултације и оверене консултације о меморији. 
У болници ради више од 1.340 професионалаца.